# 駱思驥
駱思驥（16世紀—1597年），號徐凌，河南汝寧府光州人。明朝政治人物、進士出身。

## 生平
萬曆十三年（1585年）乙酉科河南鄉試解元，十七年（1589年）登己丑科進士，通政司觀政，十月养病，十八年丁内艰，二十一年授官行人司行人。

## 家族
曾祖駱敖。祖父駱萬山。父駱崙，寿官。